# Kopreț, Tărgoviște
Kopreț (în bulgară Копрец) este un sat în comuna Tărgoviște, regiunea Tărgoviște,  Bulgaria. 

## Demografie
Componența etnică a satului Kopreț
     Turci (95,08%)
     Bulgari (4,91%)
     Nicio identificare (0%)
     Altele (0%)
La recensământul din 2011, populația satului Kopreț era de 224 locuitori. Din punct de vedere etnic, majoritatea locuitorilor (95,08%) erau turci, cu o minoritate de bulgari (4,91%). Pentru 0% din locuitori nu este cunoscută apartenența etnică.